# Henderson Bluff (Antarktika)
Das Henderson Bluff ist eine 1660 m hohes Felsenkliff im westantarktischen Queen Elizabeth Land. In der Forrestal Range der Pensacola Mountains erstreckt es sich 15 km nördlich des Mount Lechner entlang der Westseite des Lexington Table.
Der United States Geological Survey kartierte es anhand eigener Vermessungen und Luftaufnahmen der United States Navy aus den Jahren von 1956 bis 1966. Das Advisory Committee on Antarctic Names benannte es 1968 nach dem Geophysiker John R. Henderson, der von 1965 bis 1966 in den Pensacola Mountains tätig war.